# Argelita (kommunhuvudort)
Argelita är en kommunhuvudort i Spanien. Den ligger i provinsen Província de Castelló och regionen Valencia, i den östra delen av landet, 290 km öster om huvudstaden Madrid. Argelita ligger 291 meter över havet och antalet invånare är 120.
Terrängen runt Argelita är huvudsakligen kuperad. Argelita ligger nere i en dal. Runt Argelita är det glesbefolkat, med 17 invånare per kvadratkilometer. Närmaste större samhälle är Onda, 12,1 km sydost om Argelita. 